# 1305年
| 千纪： | 2千纪 |
| 世纪： | 13世纪 \| 14世纪 \| 15世纪                                                                                 |
| 年代： | 1270年代 \| 1280年代 \| 1290年代 \| 1300年代 \| 1310年代 \| 1320年代 \| 1330年代                           |
| 年份： | 1300年 \| 1301年 \| 1302年 \| 1303年 \| 1304年 \| 1305年 \| 1306年 \| 1307年 \| 1308年 \| 1309年 \| 1310年 |
| 纪年： | 乙巳年（蛇年）；元大德九年；越南興隆十三年；日本嘉元三年                                                   |

## 大事记
- 6月5日——在法國國王菲利浦四世的壓力下，原本為法國律師的波爾多大主教當選為教皇克勉五世。
- 8月23日——蘇格蘭民族英雄威廉·華萊士在倫敦被英國國王愛德華一世處死。

## 逝世
- 德壽，元成宗的獨生子。
- 威廉·華勒斯，蘇格蘭貴族。